# ALDH3A1
Альдегиддегидрогеназа, семейство 3, член A1 — альдегиддегидрогеназа человека, кодируемая геном ALDH3A1 на 17-й хромосоме. Образует в цитоплазме клеток гомодимеры, окисляющие преимущественно ароматические альдегиды. Является также одной из ретинальдегид-дегидрогеназ, в связи с чем иногда упоминается как RALDH3.
Содержание ALDH3A1 особенно велико в роговице глаза: она является одним из кристаллинов роговицы. Предполагаемая роль этого фермента в очищении ткани роговицы от продуктов UV-индуцированного пероксидирования липидов и его предполагаемая способность напрямую поглощать ультрафиолетовое излучение сподвигли некоторых исследователей к предложению назвать эту форму альдегиддегидрогеназы «абсорбином».
В in-vitro исследованиях показано, что ALDH3A1 специфически воздействует на альдегиды среднего размера (6 и более атомов углерода). В частности, показана способность ALDH3A1 защищать эпителий роговицы от такого продукта пероксидирования липидов, как 4-HNE. Короткие альдегиды, такие как ацетальдегид, пропиональдегид и малондиальдегид, слабо взаимодействуют с ALDH3A1. В отношении малондиальдегида активен другой кристаллин роговицы, ALDH1A1.
Ген ALDH3A1 находится на хромосомном участке, ассоциированном с синдромом Смита-Магениса.